# 아달렌 31
아달렌 31(Adalen '31, Adalen 31)은 스웨덴에서 제작된 보 비더버그 감독의 1969년 영화이다. 토미 맴스트롬 등이 주연으로 출연하였다.

## 출연

### 주연
- 토미 맴스트롬
- 요나스 베르그스트롬
- 올로프 베르그스트롬

### 조연
- 아니타 비요크
- 로랜드 헤들런드
- 페터 쉴트